# Polisportiva Castellana

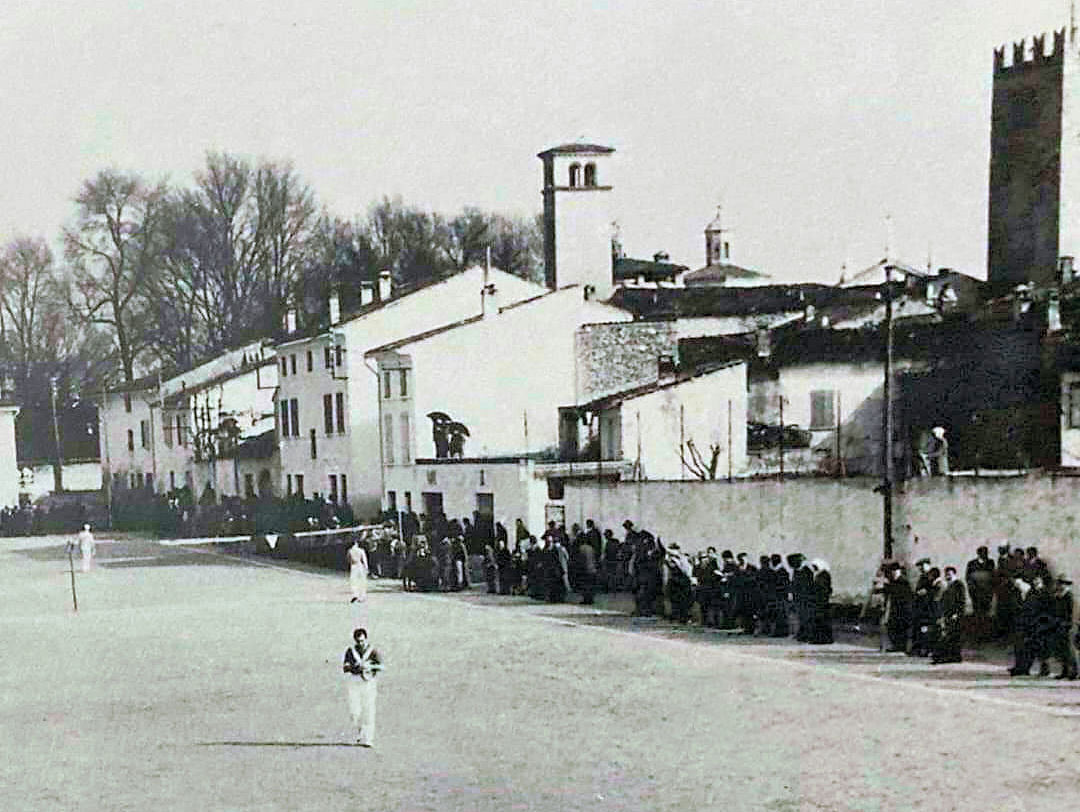
Sferisterio di Castel Goffredo, anni '40.

La Polisportiva Castellana è una società tamburellistica italiana. Ha sede a Castel Goffredo, in provincia di Mantova.
È stata Campione d'Italia nel 1947, 1950 e 1951.

## Palmarès
- Serie A - Campione d'Italia 1947, 1950 e 1951.[2]